# 胡志夔
胡志夔（1516年—？），字鳴和，號滸南，山西平陽府安邑縣人，鹽籍，明朝政治人物。

## 生平
嘉靖十九年（1540年）庚子科山西鄉試第四十五名舉人。嘉靖二十三年（1544年）中式甲辰科會試第一百八十八名，登第三甲第一百八十名進士。授陕西富平知县，有循绩，擢官河南道监察御史，三十四年巡按福建，三十五年三月升河南按察司副使，督理河道。累升河南按察使，四十一年二月升陕西右布政使，十一月升都察院右佥都御史、巡抚延绥等处。四十四年虏连犯皇甫川镇静堡等处，坐失事回籍听勘，四十五年三月降一级调外任。

## 家族
曾祖胡敏聰；祖父胡睿，知縣；父胡珍，監生。前母路氏；母文氏。永感下。子胡承光、胡承裕俱以行谊著称。孙胡舜封，以解元官上蔡知县。